# 네마냐 라도니치
네마냐 라도니치(세르비아어: Немања Радоњић, Nemanja Radonjić, 1996년 2월 15일 ~ )는 세르비아의 축구 선수로 현재 세르비아 수페르리가의 츠르베나 즈베즈다에서 활동 중이다.